# Portada/efemèride setembre 4
« 3 de setembre · 4 de setembre · 5 de setembre »